# Вили Мерес
Вили Мерес (на френски: Willy Mairesse) е бивш пилот от Формула 1. Роден на 1 октомври 1928 г. в Момини, Белгия.

## Формула 1
Мерес прави своя дебют във Формула 1 в Голямата награда на Белгия през 1960 г. В световния шампионат записва 13 състезания като спечелва 7 точки и се качва на един път на подума, състезава се за четири различни отбора.